# Vincent Debaty

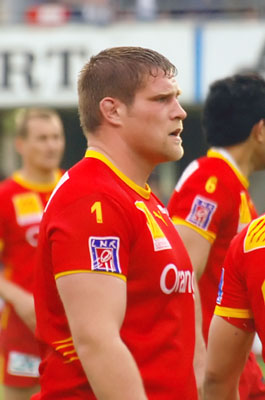
Vincent Debaty

Vincent Debaty   (Woluwe-Saint-Lambert, 2 d'octubre de 1981) és un jugador de rugbi a 15 de belga, que juga actualment amb el SABUT Agen al lloc de pilar (rugbi) (1,90 m per a 122 kg).

## Carrera de jugador
Abans de començar el rugbi, era tou : pesava 120 kg i era més gras que musculat, jugava al Kituro Schaerbeek a Bèlgica i va marxar per estudiar a la Rochelle i des de llavors no ha tornat a Bèlgica, esdevenint un dels primers belgues a arribar a professional, disputant el seu primer partit amb la selecció francesa el 17 de juny de 2006 contra Romania, sent el jugador més jove, amb 15 anys

## Palmarès

### En club
- Finalista de la copa d'Europa el 2003 amb l'USAP
- Finalista del campionat de França el 2004 amb l'USAP
- Debaty ha jugat 23 partits de Top 16 el 2004-05 i 18 partits de Top 14 el 2005-06.
- Ha disputat 18 partits de Copa d'Europa de rugbi amb l'USAP.

### En equip de França
(a dia al 01.07.2006)
- 1 selecció

### Altres seleccions
Internacional França A : 
- 2 seleccions el 2005 (Irlanda A, Itàlia A).
- 2 seleccions el 2006 (Irlanda A, Itàlia A).
- Internacional francès -21 anys : participa en el campionat del món 2002 a Sud-àfrica.

## Relacions externes
- Site du club de l'USAP
- Fiche usap.fr Arxivat 2007-09-27 a Wayback Machine.
- Fiche ercrugby.com Arxivat 2007-09-30 a Wayback Machine.
- Fiche sur itsrugby.fr
- Scrum.com